# 中之島セントラルタワー

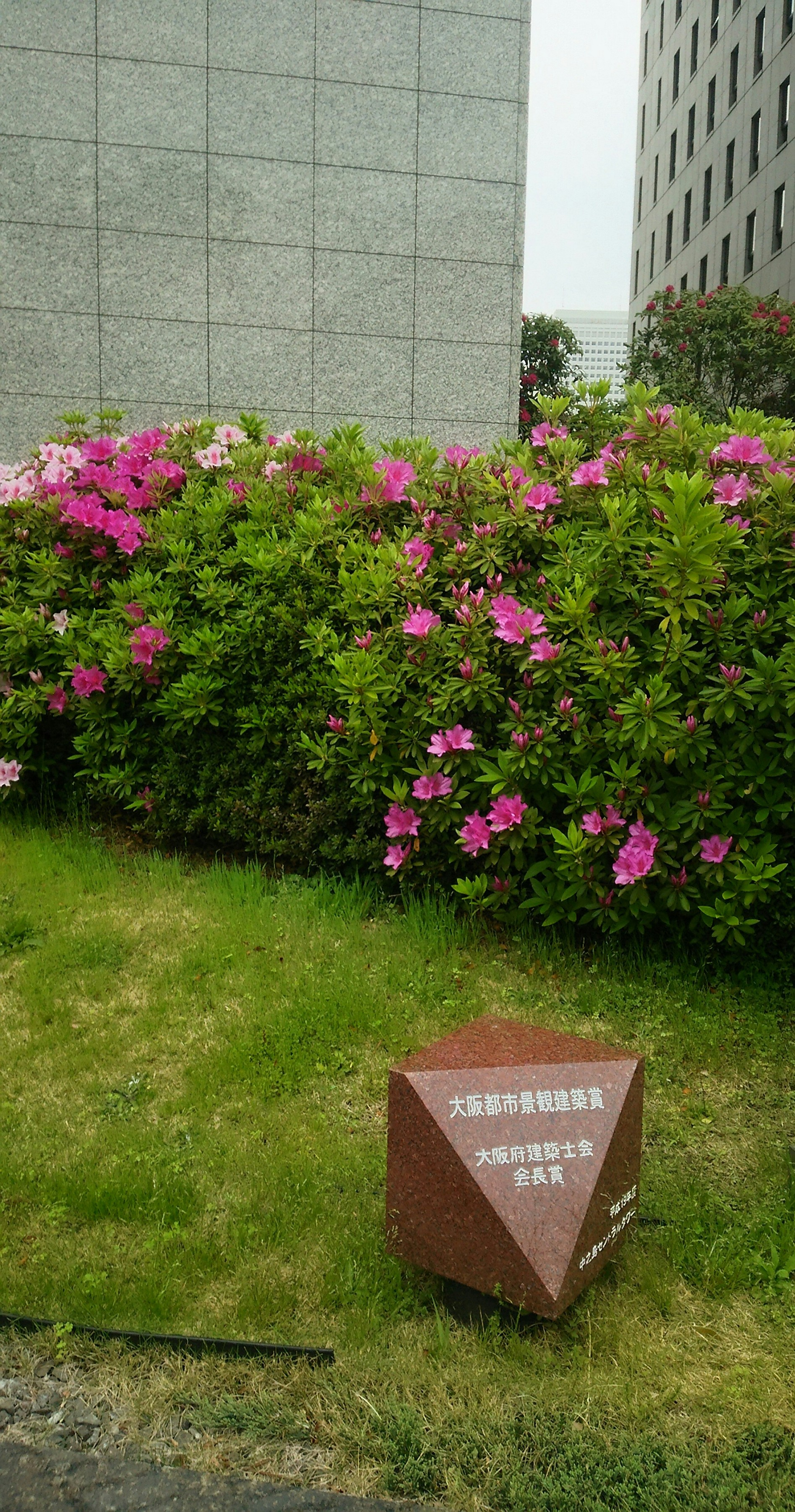
大阪まちなみ賞

中之島セントラルタワー（なかのしまセントラルタワー）は、大阪府大阪市北区の中之島にある高層ビル。住友生命中之島ビルと呼ぶこともある。

## 概要
住友生命保険相互会社が住友生命ビルとテザックビルの跡地に建設したオフィスビルである。その立地の良さから人気があり、2005年8月にテナントが全て埋まった状態でオープンした。
下層部には高さ13mの大きなピロティを設置して、土佐堀川と堂島川を視覚的に結び付けた点が高く評価され、2007年に第27回大阪都市景観建築賞（大阪まちなみ賞）大阪府建築士会長賞を受賞している。

## 入居者
主なテナントとしては以下のものがある。
- レンゴー本社（25～27階）[3]
- JR西日本不動産開発本社[4]
  - JR西日本不動産投資顧問株式会社[5]
  - JR西日本プライベートリート投資法人[5]
- 谷澤総合鑑定所大阪本社[6]
- 大広大阪本社[7]
- ダイドーグループホールディングス本社[8]
  - ダイドードリンコ本社[9]
- アキレス関西支社
- 日本マタイ大阪支社
- テクマトリックス西日本支店
- トクヤマ大阪オフィス
- SMBCコンサルティング大阪オフィス
- 博報堂関西支社
- 博報堂プロダクツ関西支社
- 博報堂DYメディアパートナーズ関西支社
- 博報堂DYデジタル関西支社
- メタルワン大阪支社
- 白石工業本社[10]
- 白石カルシウム大阪本社[11]
- シミックホールディングス大阪支社
- シミック大阪支社
- シミックファーマサイエンス大阪オフィス
- 住友林業大阪営業部
- 住友理工大阪支社
- セコム損害保険大阪支店
- アドバンテッジリスクマネジメント大阪支店
- 三井住友海上火災保険関西企業自動車損害サポート部 第五保険金お支払センター
- あいおいニッセイ同和損害保険近畿損害サービス第二部 大阪企業サービスセンター

なお、当ビルの住所（大阪府大阪市北区中之島2丁目2番7号）を所在地（本店）として登記している法人は35法人ある（2023年9月2日時点）。